# Szrenicki Potok
Szrenicki Potok (niem. Reifträgerfloss, Fliess Kochel) – potok, lewy dopływ Szklarki o długości 5,14 km.
Potok płynie w Sudetach Zachodnich, w zachodniej części Karkonoszy. Jego źródła znajdują się powyżej Szrenickiego Kotła, na Szrenickich Mokradłach. Powstaje z połączenia wielu drobnych, bezimiennych potoków. Płynie na północ, później na północny wschód. Uchodzi do Szklarki na wysokości 579 m n.p.m., powyżej Szklarskiej Poręby.
Jego prawymi dopływami są Bystry Potok i Płóczka. Wraz z dopływami odwadnia północne stoki Karkonoszy pomiędzy Szrenicą a Łabskim Szczytem. Płynie po granicie i jego zwietrzelinie. Górna część zlewni Szrenickiego Potoku porośnięta jest kosodrzewiną, niżej rosną górnoreglowe lasy świerkowe.
W górnym biegu wzdłuż Szrenickiego Potoku biegnie żółty szlak turystyczny ze Szklarskiej Poręby do Schroniska PTTK „Pod Łabskim Szczytem”, w dolnym przecina go niebieski szlak z Piechowic przez Wodospad Szklarki do Schroniska „Pod Łabskim Szczytem”.